# Північний олень
Олень північний (Rangifer tarandus), в Америці кари́бу (алгонкінське) — єдиний вид роду північний олень (Rangifer), ссавець родини оленевих (Cervidae) ряду оленеподібних. Живе в північній частині Євразії та Північної Америки. Всеїдна тварина — харчується травою, лишайником, інколи дрібними ссавцями та птахами. У Євразії північний олень одомашнений і є важливим джерелом прожитку і матеріалів для багатьох полярних народів.

## Ареал

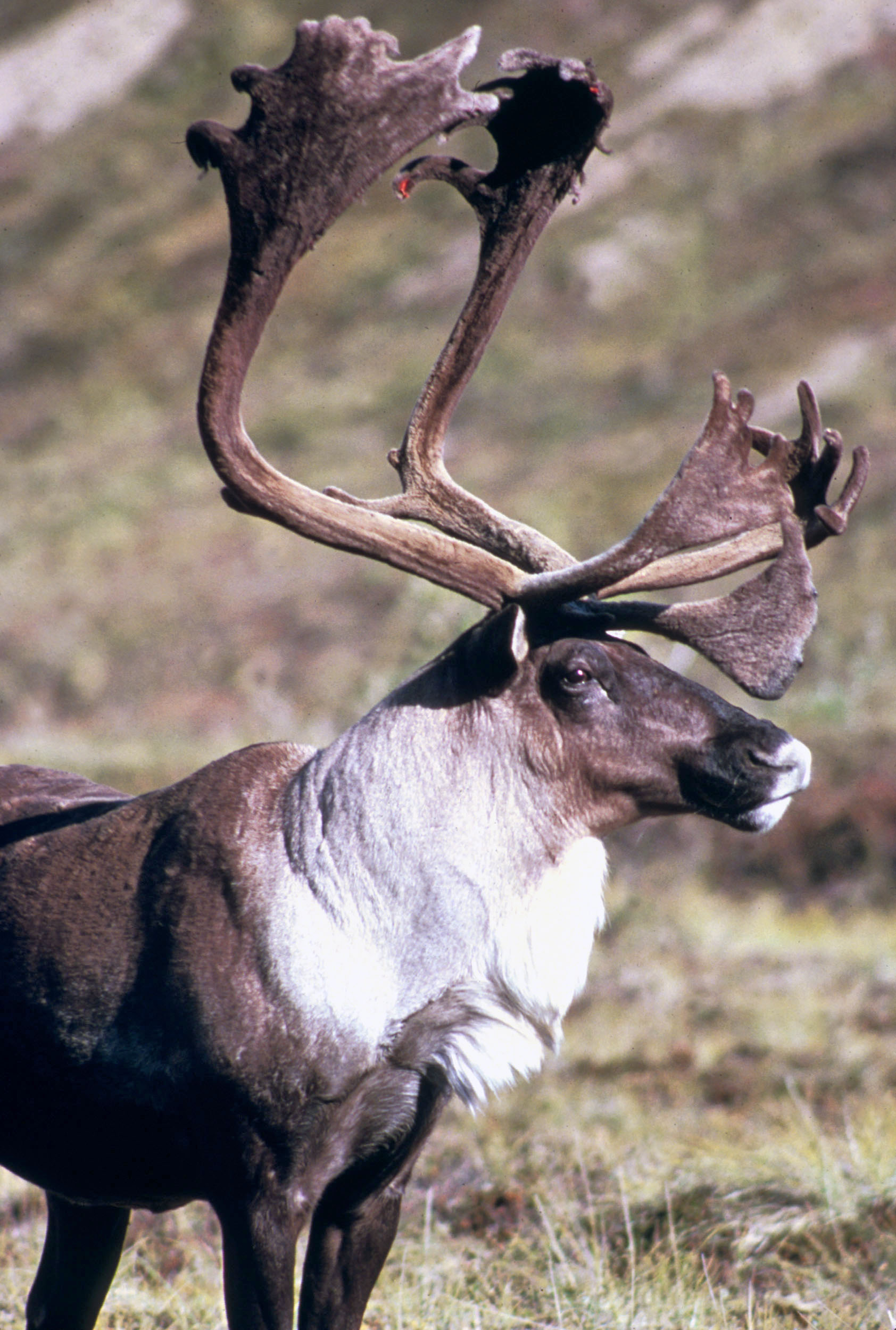
Дорослий самець карибу на Алясці

Північний олень широко розповсюджений і численний на півночі Голарктичного регіону. Природний ареал включає Скандинавію, Східну Європу, Росію, Монголію і північний Китай на північ від 50-ї широти. У Північній Америці ареал включає Аляску, Канаду і північні штати США, від Вашингтону до Мену. У 19-му столітті зустрічався також до півдня штату Айдахо. Також зустрічається на островах Роял (в Мічигані), Сахалін, Гренландія і ймовірно за історичних часів існував у Шотландії та Ірландії.
Протягом пізнього плейстоцену популяції північного оленя існували далеко на південь від сучасного ареалу, до штатів Невада і Теннессі в Північній Америці та Іспанії в Європі. Сьогодні дикі північні олені зникли з багатьох областей в межах великого історичного ареалу, особливо його південних частин. Значні дикі популяції все ще існують в Сибіру, Гренландії, на Алясці й у Канаді.
Одомашнені північні олені здебільшого розводяться в північній Скандинавії, Росії й Ісландії (куди цей вид був завезений у 18 столітті), розведення північних оленів має назву оленярства. Залишки диких популяцій північного оленя в Європі можливо ще мешкають на півдні Норвегії.
Також інтродуковані популяції північного оленя, завезені з Норвегії на початку 20 століття, існують на архіпелазі Південна Джорджія та Південні Сандвічеві острови, розмір цієї популяції становить близько кількох тисяч, що, проте, дозволило помістити північного оленя на герб території. Інша інтродукована популяція мешкає на субантарктичному архіпелазі Кергелен.

## Біологія

### Будова тіла

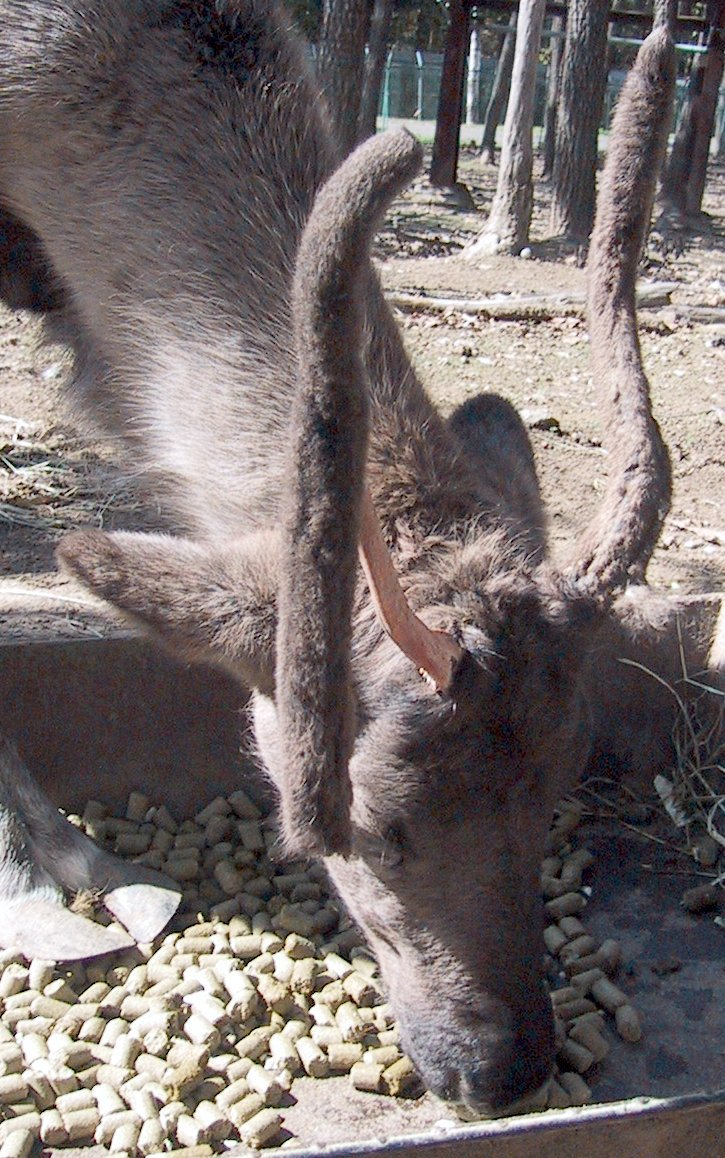
Роги північного оленя відростають щороку під шаром хутра. На знімку олень втрачає хутро на одному з рогів.

Вага самиць коливається в межах між 60 і 170 кг. Самці дещо більші та можуть важити до 300 кг. Дорослі представники обох статей мають так звані оленячі роги, які не є справжніми рогами та (у скандинавського підвиду) відпадають у старих самців у грудні, у молодих самців навесні, а в самиць влітку. Оленячі роги зазвичай мають дві окремі групи відгалужень, нижні та верхні. Одомашнені північні олені важчі, ніж їхні дикі родичі, й мають коротші ноги.
Північні олені мають спеціалізовані носові порожнини, які значно збільшують зовнішню поверхню в межах ніздрі. Холодне повітря, що надходить до носа, нагрівається у носі тварини перед потраплянням до легенів, а вода повітря, що видихається, затримується в носі, зволожуючи зовнішнє повітря, що надходить, і, можливо, поглинається через слизову оболонку.
Копита північного оленя пристосовані до сезону: улітку, коли тундра м'яка і мокра, вони стають губчастими та забезпечують додаткову поверхню контакту з ґрунтом. Узимку подушки стискаються і напружуються, виставляючи обідок копита, яке врізується з кригу і вкритий крижаною кіркою сніг, що утримує тварину від ковзання. Це також надає їй можливість розкопувати сніг для отримання їжі, такої як ягель.
Хутро північного оленя складається з двох шарів, щільного нижнього шару і довгого зовнішнього, що складається з порожніх наповнених повітрям волосків.

### Харчування
Як і інші жуйні тварини, північний олень має чотирикамерний шлунок, що дозволяє йому перетравлювати жорстку трав'янисту їжу. Взимку ця тварина переважно харчується лишайником, особливо ягелем. Проте, вона може поїдати також листя верб і беріз, насіння кедрів та трав. Існують свідоцтва і споживання тваринної їжі за умовами нестачі рослинної, наприклад, лемінгів, палії арктичної і яєць птахів. Гриби є справжніми ласощами для оленів. Вони охоче їдять їх в кінці літа і пізніше, після випадання першого снігу. У пошуках грибів вони можуть сильно розбрідатися і навіть на деякий час залишати стадо. Доволі часто обгризають скинуті роги лосів і свої родичів, гризуть солончаковий ґрунт. Втамовують тварини спрагу за допомогою снігу, який захоплюють разом з рослинною їжею. Сильні заморозки до випадання снігу, можуть залишити оленя без можливості втамувати спрагу, що викликає не тільки зневоднення, а й швидку втрату підшкірного жиру.

### Розмноження
Спаровування відбувається починаючи з пізнього вересня до жовтня або початку листопада. Самці зазвичай вступають в бійки за самок, при цьому два самці зчіпляються один з одним рогами та намагаються повалити суперника. Найсильніші самці здатні отримати до 15-20 самок. Протягом цього періоду самець припиняє їсти та втрачає значну частину жирових запасів свого тіла.
Оленята народжуються наступного травня або червня. У віці 45 днів вони вже здатні самостійно пастися, проте продовжують харчуватися материнським молоком до отримання повної незалежності від матері.

### Міграція

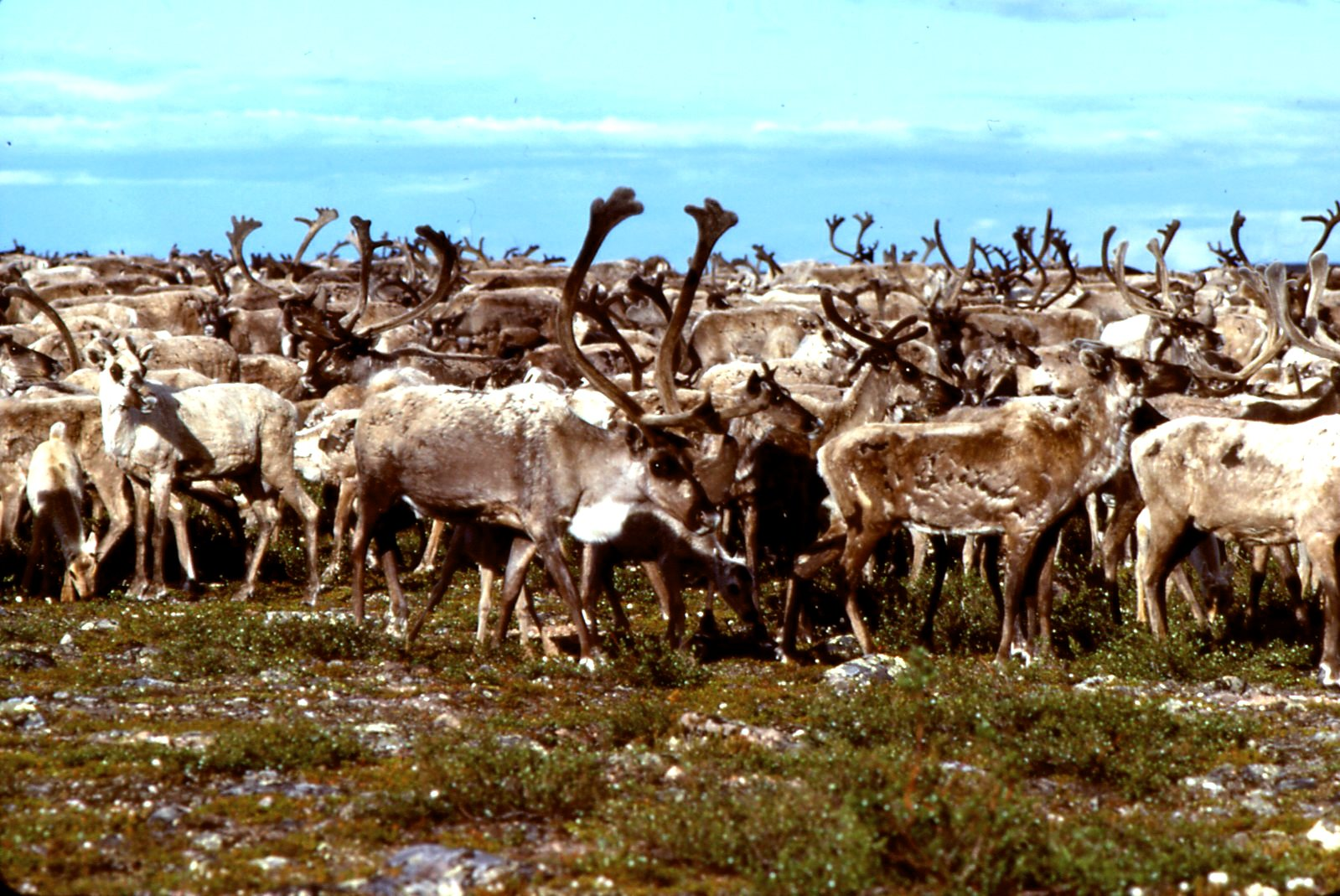
Стадо карибу на березі річки Телон

Північні олені мігрують найбільші відстані серед всіх наземних ссавців. Північноамериканські карибу можуть досягати швидкості 80 км/год та щорічно подорожувати на відстані до 5 тис. км. Міграції зазвичай здійснюються стадами, часто з кількох тисяч особин. Найбільші міграції відбуваються навесні та восени. Протягом осінньої міграції стада зменшуються, а олені починають спаровуватися. Взимку, олені переміщаються до лісових районів. Навесні олені прибувають до районів вирощування потомства. Під час міграцій північні олені можуть плавати, що вони роблять досить швидко, та це дозволяє їм долати озера та широкі річки.

## Спосіб життя північних оленів
Добова активність тварин залежить від деяких факторів – температури повітря, велика кількість гнусу. Вони дотримуються стадного способу життя. Зазвичай пересуваються риссю або ходою, а коли перелякані, то біжать галопом. У пошуках їжі здійснюють сезонні регулярні кочівлі, переважно у вересні – листопаді.
У стаді з дорослим самцем живуть 3 – 13 самок. Самці нерідко вступають один з одним в бійки за самку. Вагітність самки триває 192 – 246 днів. Оленята народжуються на світ у травні-червні. Як правило, самка народжують одне теля, рідше двох.
У березні у тварин починається линька, яка закінчується в серпні. Дорослі самці скидають роги в листопаді – грудні, а самки в травні-червні. Окостеніння, формування, очищення рогів закінчується у вересні – жовтні.

## Класифікація
Виділяють декілька підвидів північного оленя: 
- Північноамериканські підвиди (карибу)
  - Лісний карибу (R. tarandus caribou) — спочатку був поширений в тайгових регіонах Північної Америки від Аляски до Ньюфаундленда і Лабрадора. В наш час[коли?] ареал значно скоротився, підвид визнаний таким, що знаходиться в стані близькому до загрозливого (NT за класифікацією МСОП).
  - Карибу Гранта (R. tarandus granti) — північноамериканський підвид, розповсюджений на Алясці, Юконі та Північно-західних територіях Канади.
  - Тундровий карибу (R. tarandus groenlandicus) — розповсюджений на канадських Північно-західних територіях і в Нунавуті, а також в західній Гренландії.
  - Карибу Пірі (R. tarandus pearyi) — розповсюджений на північних островах Нунавута і Північно-західних територій Канади.
  - Карибу островів Королеви Шарлотти або Карибу Доусона (R. tarandus dawsoni) — вимерлий підвид, що мешкав на острові Грехема, одному з найбільших в архіпелазі островів Королеви Шарлотти у тихоокеанського узбережжя Канади (Британська Колумбія).
- Євразійські підвиди
  - Дикий північний олень (R. tarandus tarandus) — мешканець арктичної тундри Євразії, включаючи Скандинавський півострів Європи. В Росії чисельність популяції перевищує 1,2 млн особин (1999[12]).
  - Лісовий північний олень або фінський північний олень (R. tarandus fennicus) — в дикому стані знайдений лише у двох регіонах Скандинавського півострова, а також у Карелії. Невелика популяція мешкає в центрі південної Фінляндії. Карельська популяція досить далеко заходить вглиб Росії, проте залишається відкритим питання про приналежність східних представників цієї популяції до даного підвиду. Підвид занесений до Червоної книги Росії.
  - Новоземельський північний олень (Rangifer tarandus pearsoni) — ізольована популяція, що мешкає на островах архіпелагу Нова Земля. В 1981 році на острові Південний нараховувалося близько 6 тисяч особин[13]. Підвид занесений до Червоної книги Росії.
  - Арктичний північний олень (R. tarandus eogroenlandicus) — вимерлий підвид, що зустрічався у східній Гренландії до початку 20 століття.
- Свальбардський підвид (ймовірно гренландського походження)
  - Rangifer tarandus platyrhynchus — мешканець островів архіпелагу Свальбард, нині є найменшим за чисельністю підвидом північних оленів.

## Північний олень і людина

### Полювання
Полювання на північного оленя має довгу історію, ця тварина мала значний вплив на історію полювання загалом.
Людина почала полювати на північного оленя протягом періодів мезоліту і неоліту, та навіть сьогодні залишається для цієї тварини головним хижаком в багатьох областях. Норвегія і Гренландія мають традиції полювання на дикого північного оленя починаючи з льодовикового періоду і досі. У вільних від лісу горах центральної Норвегії, таких як Ютунхеймен, все ще можливо знайти залишки як, обкладених каменем, що використовувалися як пастки, та загорожі, що використовувалися для загону цих тварин. Зазвичай їх датують періодом Великого переселення народів, хоча не малоімовірно, що вони використовувалися і значно пізніше кам'яної доби.
За відсутності інших великих хижаків у місцях мешкання основних популяцій північного оленя, полювання нині часто залишається необхідним для контролю чисельності тварин та запобігання виснаження пасовиськ та, в результаті, значних коливань чисельності популяцій. Нині Норвегія готує звернення за номінацією на статус світової спадщини ЮНЕСКО області зі слідами та традиціями полювання на північного оленя в Центральному Серланні (Південна Норвегія). На дикого карибу все ще полюють в Північній Америці та Гренландії. Для народів, що продовжують традиційний стиль життя, таких як інуїти, північних індіанців, тубільних мешканців Аляски та калаалліти Гренландії, дикі карибу все ще залишаються важливим джерелом продовольства, одягу, будівельних матеріалів та інших виробів.

### Північний олень в сільському господарстві

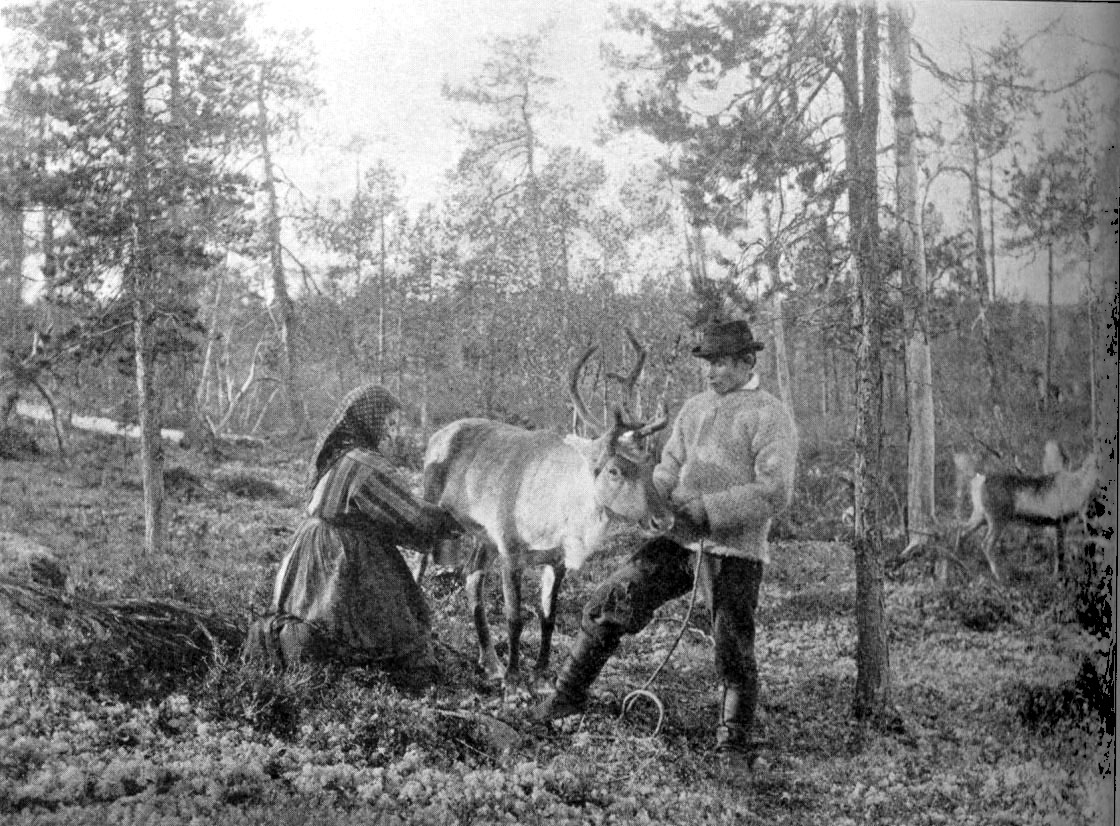
Доїння північного оленя в 19-му столітті

Використання одомашненого північного оленя в скотарстві протягом століть практикувалося кількома арктичними та субарктичними народами, зокрема саамами, ненцями, евенками, хантами, юкагірами, чукчами та коряками. Вважається, що приручення почалося на межі бронзової та залізної доби.
Олені вирощуються для отримання м'яса, шкір, оленячих рогів і, меншою мірою, отримання молока і як транспорт (більші за розміром сибірські олені використовують для їзди верхи, менші карибу — лише як тяглова сила). М'ясо північного оленя популярне в скандинавських країнах. Тефтелі з м'яса північного оленя продаються консервованими в цих країнах. Тушковане м'ясо північного оленя — традиційна страва в Лапландії. На Алясці ковбаса з північного оленя продається у місцевих продовольчих магазинах. Оленячі роги, перетерті в порошок, продаються як афродизіак та харчова добавка на азійських ринках. Одна компанія з Уельсу навіть планує виробляти папір з целюлозних волокон, що отримуються з екскрементів північного оленя, — відомий як Poo Paper.
Північні олені не вважаються повністю одомашненими тваринами, оскільки вони загалом вільно блукають на землях пасовища. При традиційному кочовому оленярстві, пастухи мігрують разом зі стадами північних оленів між узбережжям і віддаленими від моря областями маршрутами річної міграції цих тварин, і піклуються про стадо протягом подорожі. Проте північні олені ніколи не народжували в неволі, хоча вони й були приручені для доїння та для використання як робоча худоба.
Тривалість життя одомашнених північних оленів може сягати до 28 років. У дикій природі їх родичі живуть значно менше. 
Використання карибу в скотарстві було впроваджене на Алясці наприкінці 1800-х років Шелдоном Джексоном як засіб забезпечення прожитку тубільних народів, що мешкають там. Зараз під час регулярного поштового пробігу в місті Уельс використовуються санчата, які тягнуть карибу. На Алясці сучасні пастухи використовують супутникову телеметрію для відстеження стад, використовуючи інтерактивні карти та бази даних для нанесення на карту їх пересування.

### Інші факти

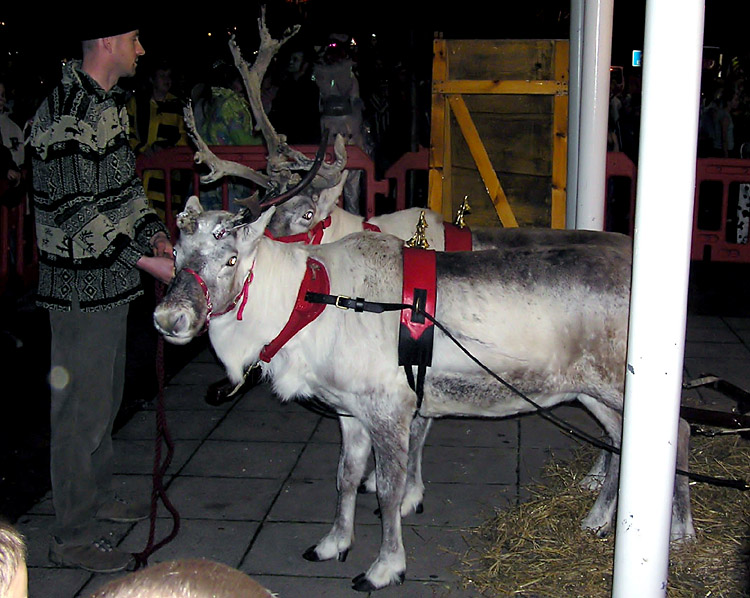
Два шотландських північних олені під час Різдва

- За легендою, північні олені тягнуть санчата Санта-Клауса (Святого Миколи).
- Північний олень є офіційною твариною острова Бонльо та провінції Ньюфаундленд і Лабрадор.
- Північний олень зображений на канадській монеті у 25 центів.
- Північний олень зображений на гербах кількох норвезьких міст (Ейдфіорд, Порсангер, Рендален, Пендален, Тромсо, Вадсо і Вага), шведського міста Пітеа та шведської провінції Вастерботтен.
- Поронкусема[fi] — це відстань, яку можна проїхати на північному олені, поки він не зупиниться для сечовипускання. Він не може робити це на ходу, а занадто довгий біг може призвести до інсульту. Максимальна довжина поронкусеми може сягати 7,5 кілометрів. Назва походить від фін. poron — «північний олень» та фін. kusema — «сечовипускання».
- Вовна північного оленя унікальна тим, що самі шерстинки всередині порожнисті, наповнені повітрям. Тому вона так добре утримує тепло.[10]